# 묘렌지역
묘렌지역(일본어: 妙蓮寺駅)은 일본 가나가와현 요코하마시 고호쿠구에 있는 도쿄 급행 전철의 역이다. 역 번호는 TY17이다.

## 역사
- 1926년 2월 14일: 묘렌지마에역으로 영업 개시.
- 1932년 3월 31일: 묘렌지역으로 역명 변경.
- 1935년: 화물 플랫폼 철거.
- 1965년: 건늠선 철거와 동시에 구내 건널목을 폐지하고 지하도화됨.
- 2002년 6월: 하행 승강장에 개찰구가 개설됨.

## 역 구조
상대식 승강장 2면 2선의 고가역이다. 기쿠나 역 방향이 고가식이고 하쿠라쿠 역 방향은 지상식이다.
개찰구는 상하행선 승강장의 하쿠라쿠 역에 2개소(정면구와 동구)로, 개찰구 내 지하 통로로 계속 연결되고 있어서 반대 방향의 개찰구에서 들어가도 각각의 승강장으로 오고 갈 수 있다. 예전에는 개찰구(정면구)로 가는 길은 승강장 외 없었고, 하행 승강장과의 왕래에는 지하 통로를 경유할 필요가 있었지만 2002년에 하행 승강장에도 개찰구(동구)가 신설되었다. 이어 대기실과 화장실(상행 승강장에만)도 설치되어 남녀 각 화장실에는 다기능 화장실을 병설하고 있다.
이 묘렌지가 아니다.

### 승강장
| 번호 | 노선      | 방향 | 행선                                                                                  |
| ---- | --------- | ---- | ------------------------------------------------------------------------------------- |
| 1    | 도요코 선 | 하행 | 요코하마・ 미나토미라이 선 모토마치·주카가이 방면                                     |
| 2    | 도요코 선 | 상행 | 시부야・ 후쿠토신 선 이케부쿠로・ 세이부 선 도코로자와・ 도부 도조 선 가와고에시 방면 |

## 역 주변
주변은 한적한 주택가로 역 바로 옆에는 건널목이 있다.
- 묘렌지
- 묘렌지 역전 상점가
- 요코하마 은행 묘렌지 지점
- 요코하마 묘렌지 우체국
- 신요코하마 소와 클리닉 요코하마 종합 검진 센터(전, 신요코하마 병원)
- 기쿠나이케 공원
  - 기쿠나이케 공원 수영장[
- 요코하마 시립 고호쿠 초등학교
- 부소 중・고등학교

## 인접역
| 도쿄 급행 전철 도요코 선 | 도쿄 급행 전철 도요코 선 | 도쿄 급행 전철 도요코 선     |
| ------------------------ | ------------------------ | ---------------------------- |
| TY 16 기쿠나 시부야 방면 | ■ 각역정차               | 하쿠라쿠 TY 18 요코하마 방면 |